# یورگ اشتوبنر
یورگ اشتوبنر (آلمانی: Jörg Stübner؛ ۲۳ ژوئیه ۱۹۶۵ – ۲۴ ژوئن ۲۰۱۹) بازیکن فوتبال و هافبک اهل آلمان شرقی بود که از سال ۱۹۸۴ میلادی عضو تیم ملی فوتبال آلمان شرقی بوده‌است. وی در ۴۷ بازی ملی حضور داشته و در بازی‌های ملی‌اش ۱ گل به ثمر رساند. یورگ اشتوبنر آخرین بازی ملی خود را در سال ۱۹۹۰ میلادی انجام داد. وی در ۲۴ ژوئن ۲۰۱۹ درگذشت.